# قناة عشتار الفضائية

شعار قناة عشتار الفضائية

قناة عشتار الفضائية (بالسريانية: ܥܫܬܪ) هي قناة فضائية عراقية مستقلة ذات اختصاص ثقافي منوع، وهي عراقية الأصل والتوجه، وتُعنى بشؤون العراق عموماً وشؤون الشعب الكلداني السرياني الآشوري بشكل خاص وتخاطب المشاهد بثلاث لغات السريانية والعربية والكردية.
مقر هذه القناة هو في أربيل، العراق. تم إطلاقها في صيف سنة 2005 وجاء اختيار اسم قناة عشتار الفضائية تيمناً باسم الآلهة الآشورية البابلية عشتار رمز الحب والخصب والجمال والعطاء.
الممول الرئيسي لهذه القناة هو السياسي الآشوري سركيس أغاجان مامندو وهو وزير المالية في حكومة إقليم كردستان العراق.

## وصلات خارجية
- موقع قناة عشتار الفضائية